# Alfred Klingler
Alfred Klingler (født 25. oktober 1912 i Leipzig, Sachsen, ukendt dødsdato) var en tysk håndboldspiller, som deltog i OL 1936 i Berlin.
Klingler spillede markhåndbold for Polizei-SV Magdeburg, som han var med til at hente det tyske mesterskab i 1935.
Han blev udtaget til det tyske håndboldlandshold, som deltog i OL 1936. Det var første gang, håndbold var på programmet ved et OL, og turneringen blev spillet på græs på 11-mandshold. Oprindeligt var ti hold tilmeldt, men Danmark, Holland, Sverige og Polen meldte fra, så blot seks hold deltog. Disse blev delt op i to puljer, hvor Tyskland vandt sin pulje suverænt med en samlet målscore på 51-1 efter blandt andet en 29-1 sejr over USA. De to bedste fra hver pulje gik videre til en finalerunde, hvor alle spillede mod alle. Igen vandt Tyskland alle sine kampe, men dog i lidt tættere kampe. Således vandt de mod Østrig med 10-6. Som vinder af alle kampe vandt tyskerne sikkert guld, mens Østrig fik sølv og Schweiz bronze. Han spillede tre af kampene, herunder finalerundekampen mod Østrig, og han scorede i alt sytten mål i turneringen.
Klingler spillede i alt tolv landskampe i markhåndbold og var også med ved VM 1938. Efter anden verdenskrig var han i en periode træner for SF RW Rohrbach.